# Biaches
Biaches là một xã ở tỉnh Somme, vùng Hauts-de-France, Pháp.
Thị trấn này tọa lạc by the banks of the Somme, 30 dặm Anh về phía đông của Amiens trên đường D1 có cự ly 2 dặm Anh so với đường ô tô A29.

## Dân số
| 1962                                                         | 1968 | 1975 | 1982 | 1990 | 1999 |
| ------------------------------------------------------------ | ---- | ---- | ---- | ---- | ---- |
| 328                                                          | 341  | 377  | 410  | 427  | 416  |
| Số liệu điều tra dân số từ năm 1962, dân số không tính trùng |      |      |      |      |      |